# Linkin Park Underground XIV
Linkin Park Underground XIV (abreviado como LPU XIV ou LPU 14) é o décimo sexto CD lançado pela banda americana de rock Linkin Park para o seu fanclub oficial, o LP Underground. O EP foi lançado em novembro de 2014. O álbum contém dez demos, que vão desde as sessões de Meteora até as primeiras sessões de A Thousand Suns.

## Gravação e escrita
Uma demo inicial de "Breaking the Habit", com Mike Shinoda cantando em vez de Chester Bennington, pode ser encontrada nesse EP, além de "Rhinocerous", uma demo instrumental das sessões de gravação do Meteora. "After Canada" e "Heartburn" foram gravados durante as sessões de Minutes to Midnight, e "Aubrey One", "Malathion+Tritonus", "Berlin One, Version C", "Blanka" e "Froctagon" são todos demos das primeiras sessões de A Thousand Suns. "Dave SBeat" é uma música de "cookie", semelhante às faixas encontradas em Sweet Hamster Like Jewels From America! lançado em 2008, faixa essa criada em 2009.

## Faixas
| Faixas do CD   |                                                |         |  |
| N.º            | Título                                         | Duração |  |
| 1.             | "Aubrey One" (2009 Demo)                       | 3:52    |  |
| 2.             | "Malathion+Tritonus" (2008 Berlin Demo)        | 5:18    |  |
| 3.             | "Berlin One, Version C" (2009 Demo)            | 2:50    |  |
| 4.             | "Blanka" (2008 Demo)                           | 2:33    |  |
| 5.             | "Heartburn" (2007 Demo)                        | 1:46    |  |
| 6.             | "Breaking the Habit" (Original Mike 2002 Demo) | 3:20    |  |
| 7.             | "Dave SBeat feat. Joe" (2009)                  | 0:42    |  |
| 8.             | "Froctagon" (2009 Demo)                        | 3:40    |  |
| 9.             | "Rhinocerous" (2002 Demo)                      | 3:36    |  |
| 10.            | "After Canada" (2005 Demo)                     | 4:14    |  |
| Duração total: | Duração total:                                 | 31:51   |  |